# Moše Chelouche
Moše Chelouche (hebrejsky: משה שלוש, Moše Šeluš nebo Moše Šluš, žil 1892–1968) byl židovský politik a starosta Tel Avivu v období britské mandátní správy.

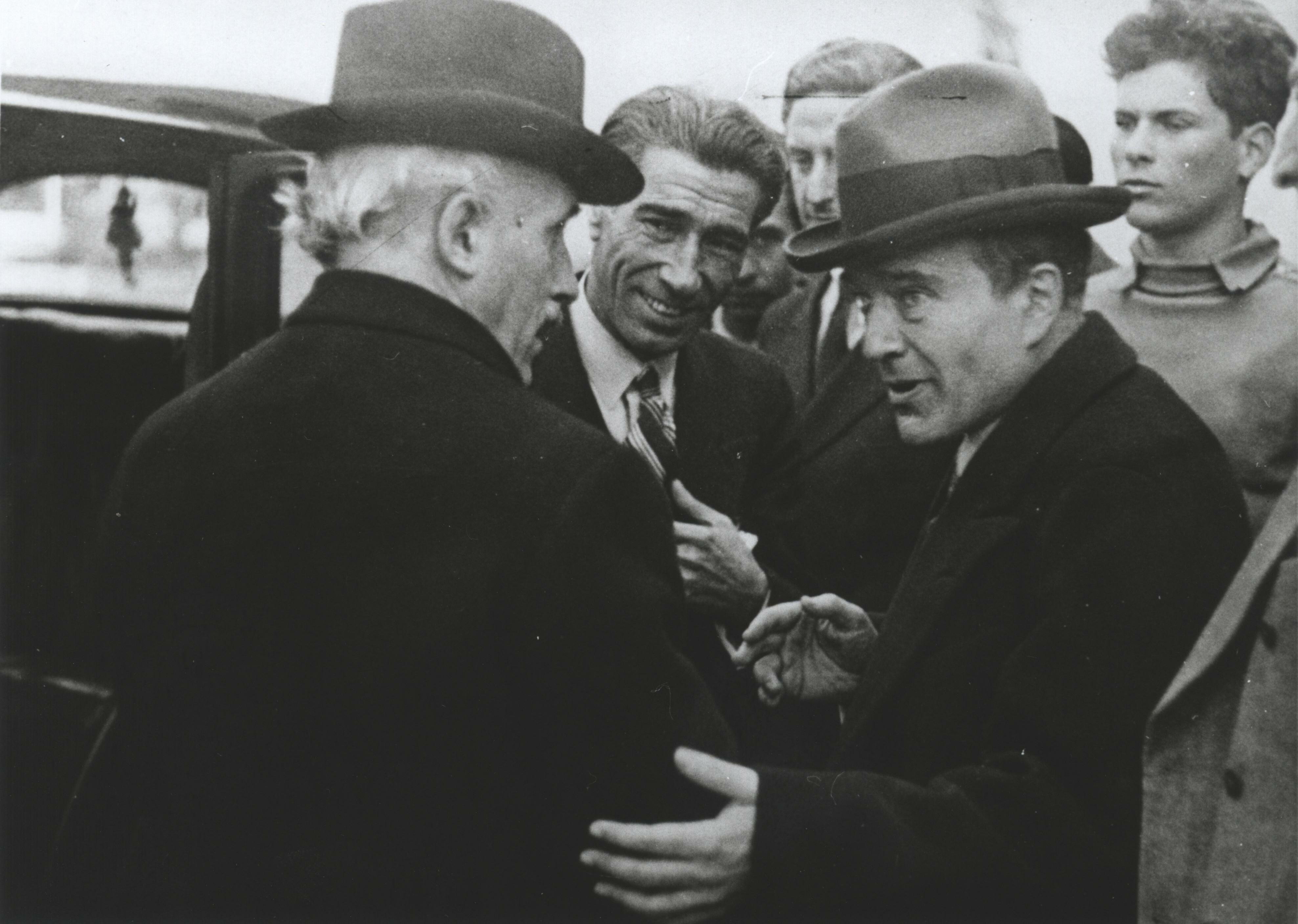
Moše Chelouche a skladatel Arturo Toscanini na snímku z roku 1936

Do funkce starosty Tel Avivu byl jmenován po smrti předchozího dlouholetého starosty Me'ira Dizengoffa v roce 1936. Britské mandátní úřady ale rozhodnutí okamžitě zrušily a místo toho byl vysokým britským komisařem do této funkce jmenován Jisra'el Rokach. Moše Chelouche tak post starosty zastával jen krátce.
Patřil do vlivného a bohatého židovského rodu z Jaffy. Jeho otec Josef Elijahu Chelouche patřil počátkem 20. století mezi zakladatele Tel Avivu.